# Zale rufosa
Zale rufosa là một loài bướm đêm trong họ Erebidae.